# جاك نولوت
جاك نولوت (بالفرنسية: Jacques Nolot)‏ هو كاتب سيناريو ومخرج وممثل فرنسي، ولد في 31 أغسطس 1943 في فرنسا.

## أعمال

### أفلام
- (1978) موليير
- (1997) الارطماسيا[2]
- (2000) تحت الرمال[3]
- (2011) ذكريات من منزل الدعارة[4]
- (2012) وداعا ملكتي[5]

## وصلات خارجية
- جاك نولوت على موقع IMDb (الإنجليزية)
- جاك نولوت على موقع قاعدة بيانات الأفلام العربية
- جاك نولوت على موقع ألو سيني (الفرنسية)
- جاك نولوت على موقع أول موفي (الإنجليزية)
- جاك نولوت على موقع قاعدة بيانات الأفلام السويدية (السويدية)
- جاك نولوت على موقع قاعدة بيانات الفيلم (الإنجليزية)
- جاك نولوت على موقع كينوبويسك (الروسية)